# Büyükçakır, Yahyalı
Büyükçakır là một xã thuộc huyện Yahyalı, tỉnh Kayseri, Thổ Nhĩ Kỳ. Dân số thời điểm năm 2008 là 1.374 người.